# Антінганська сільська рада
Антінга́нська сільська рада (рос. Антинганский сельский совет) — муніципальне утворення у складі Хайбуллінського району Башкортостану, Росія. Адміністративний центр — село Антінган.

## Населення
Населення — 855 осіб (2019, 1025 в 2010, 1108 в 2002).

## Склад
До складу поселення входять такі населені пункти:
| Населений пункт    | Населення, осіб (2002) | Населення, осіб (2010) |
| ------------------ | ---------------------- | ---------------------- |
| Антінган, село     | 612                    | 536                    |
| Янтишево, присілок | 496                    | 489                    |